# Far North Queensland
Far North Queensland ( FNQ ) es la parte más septentrional del estado australiano de Queensland. Su ciudad más grande es Cairns y está dominada geográficamente por la península del Cabo York, que se extiende al norte hasta el estrecho de Torres y al oeste hasta la región de Gulf Country. Las aguas del estrecho de Torres incluyen la única frontera internacional en el área contigua al continente australiano, entre Australia y Papúa Nueva Guinea.
La región alberga tres sitios declarados Patrimonio de la Humanidad la Gran Barrera de Coral, los Trópicos Húmedos de Queensland y Riversleigh, el yacimiento de mamíferos fósiles más grande de Australia. El extremo norte de Queensland cuenta con más de 70 parques nacionales, incluido el monte Bartle Frere, con 1.622 metros, el pico más alto del norte de Australia y de Queensland.
Far North Queensland es la única región de Australia donde conviven aborígenes australianos e isleños del Estrecho de Torres.
Far North Queensland cuenta con un importante sector agrícola y alberga varias minas importantes, además de ser el hogar del mayor parque eólico de Queensland: el Windy Hill Wind Farm.

## Extensión

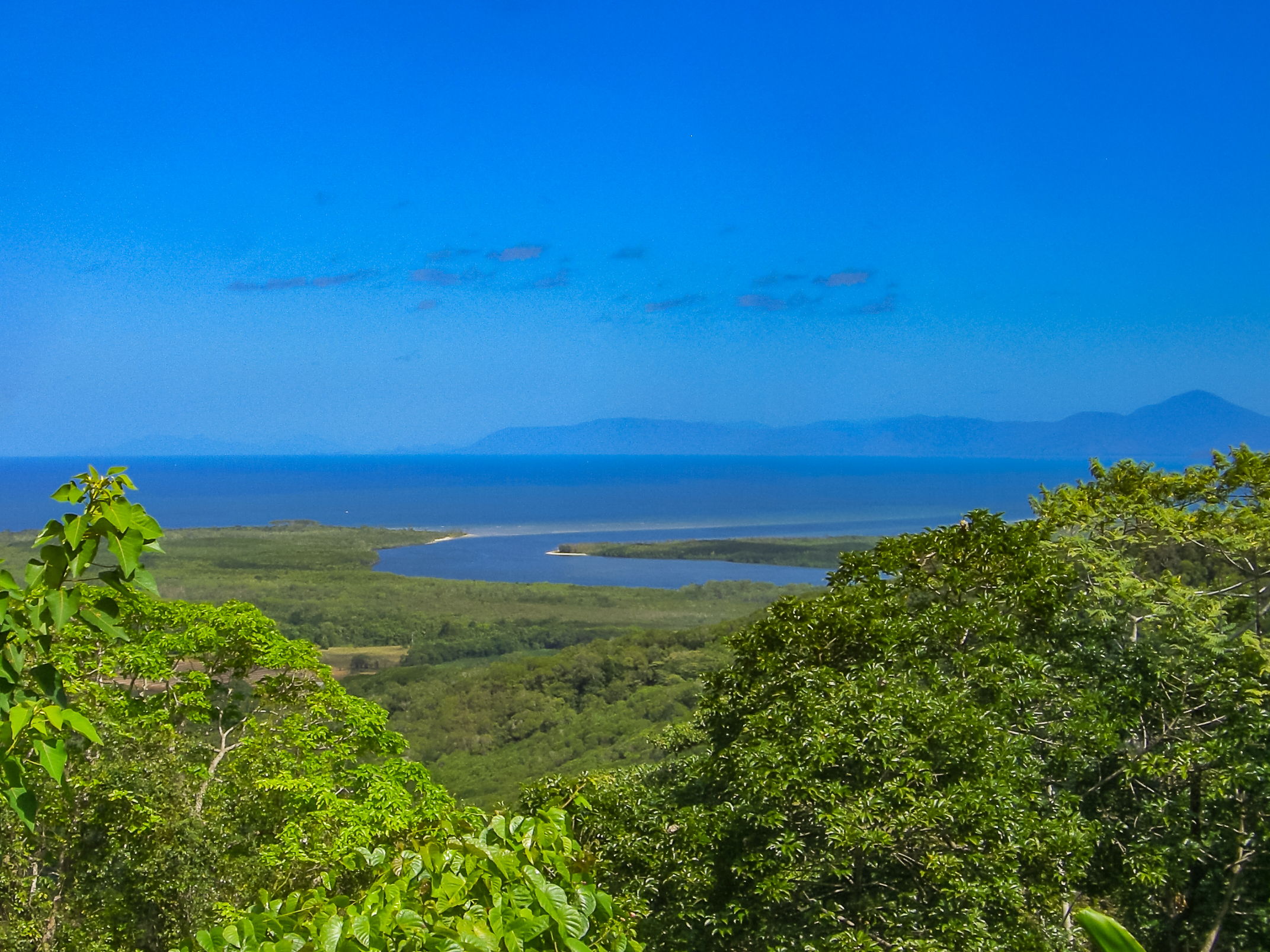
Vista desde el Parque Nacional Daintree, 2009

Varios departamentos y agencias gubernamentales tienen definiciones distintas de la región. El Departamento de Comercio e Inversión del Gobierno de Queensland la define como una zona que comprende las siguientes 25 áreas de gobierno local: Aurukun, Burke, Cairns, Carpentaria, Cassowary Coast, Cook, Croydon, Doomadgee, Douglas, Etheridge, Hope Vale, Kowanyama, Lockhart River, Mapoon, Mareeba, Mornington, Napranum, Northern Peninsula Area, Pormpuraaw, Tablelands, Islas del Estrecho de Torres (no autónomas), Islas del Estrecho de Torres (autónomas), Weipa, Wujal Wujal y Yarrabah.

## Poblaciones
La ciudad de Cairns es la principal población y centro administrativo de la región. Otros núcleos de población importantes son Cooktown, Atherton Tableland, Weipa, Innisfail y las islas del estrecho de Torres. La región también está formada por numerosos grupos aborígenes y agricultores.
El punto noreste de la autopista 1 atraviesa la región en la ciudad de Cairns y conecta con la autopista Bruce, que discurre por el sur, y con la Savannah Way, que discurre por el oeste. La autopista 1 circunnavega el continente australiano con una longitud aproximada de 14 500 kilómetros, lo que la convierte en la carretera nacional más larga del mundo. A pesar de que la Savannah Way forma parte de la autopista 1, no todos sus tramos están designados como autopista nacional con financiación federal y algunos permanecen sin asfaltar.
A pesar de la crisis inmobiliaria, la región tiene una tasa de viviendas desocupadas muy alta. En el censo australiano de 2021, la tasa de viviendas vacías en Douglas Shire era del 18 %.

## Industria

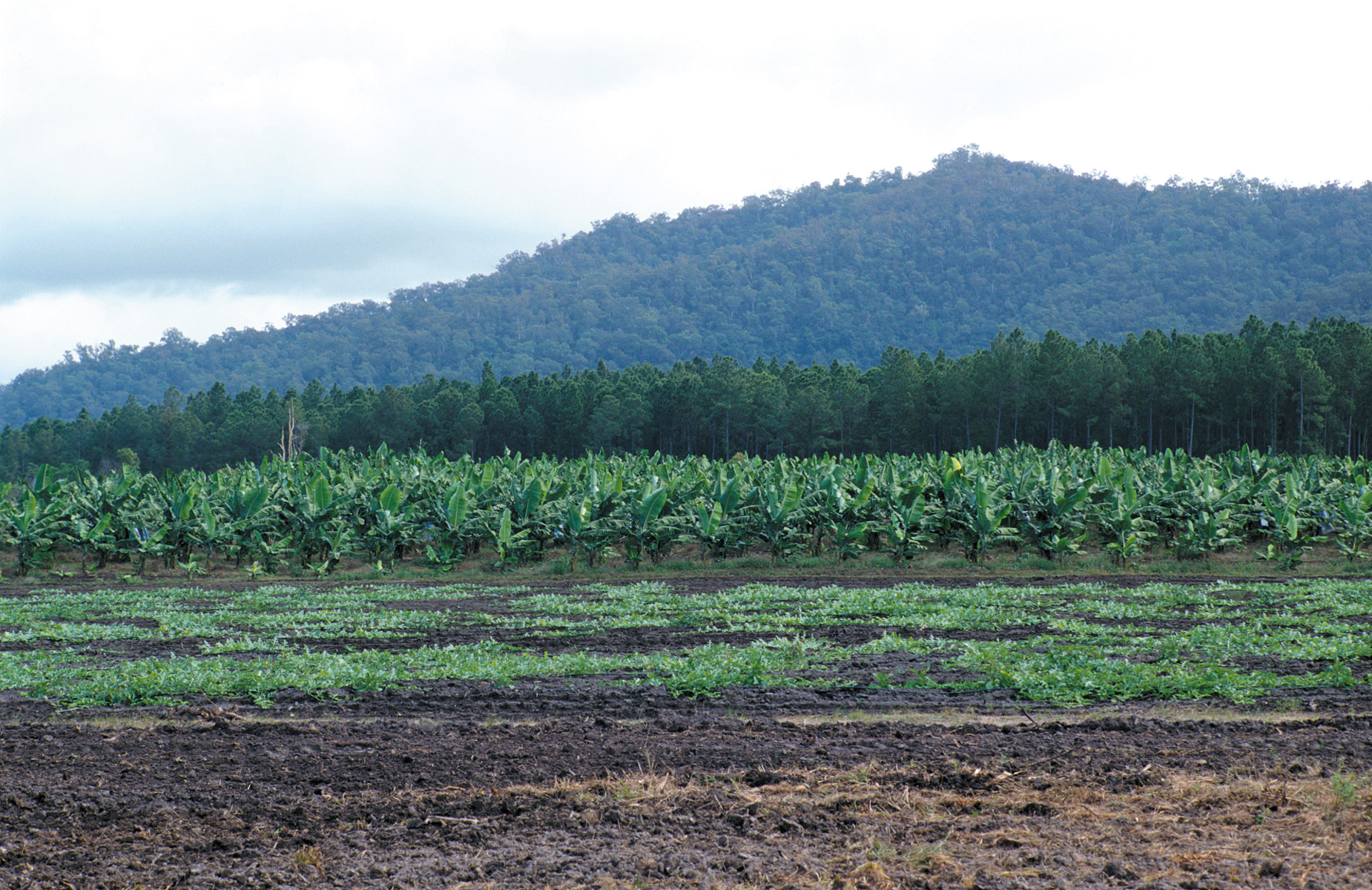
Cultivos cerca de Cardwell, extremo norte de Queensland

Entre las industrias más importantes se encuentran el turismo, la ganadería, la agricultura y la extracción de arena y bauxita. Los productos agrícolas generan entre 600 y 700 millones de dólares al año. En Far North Queensland se cultiva caña de azúcar, frutas tropicales como plátanos, mangos, papayas, lichis y café.
La región alberga la mina de sílice más grande del mundo en Cape Flattery. La mina fue establecida en 1967 y fue severamente dañada por el ciclón Ita en 2014. Rio Tinto Alcan explota una mina de bauxita en la costa occidental de la península del Cabo York, cerca de Weipa, que contiene uno de los depósitos de bauxita más grandes del mundo.
En los últimos años, Far North Queensland se ha vuelto cada vez más conocido por su oferta artística y creativa, con la Feria de Arte Indígena de Cairns y el Festival de Cairns, ambos celebrados anualmente. Las organizaciones artísticas activas incluyen el Tanks Arts Centre, el Cairns Civic Theatre y la Cairns Art Gallery.

### Turismo

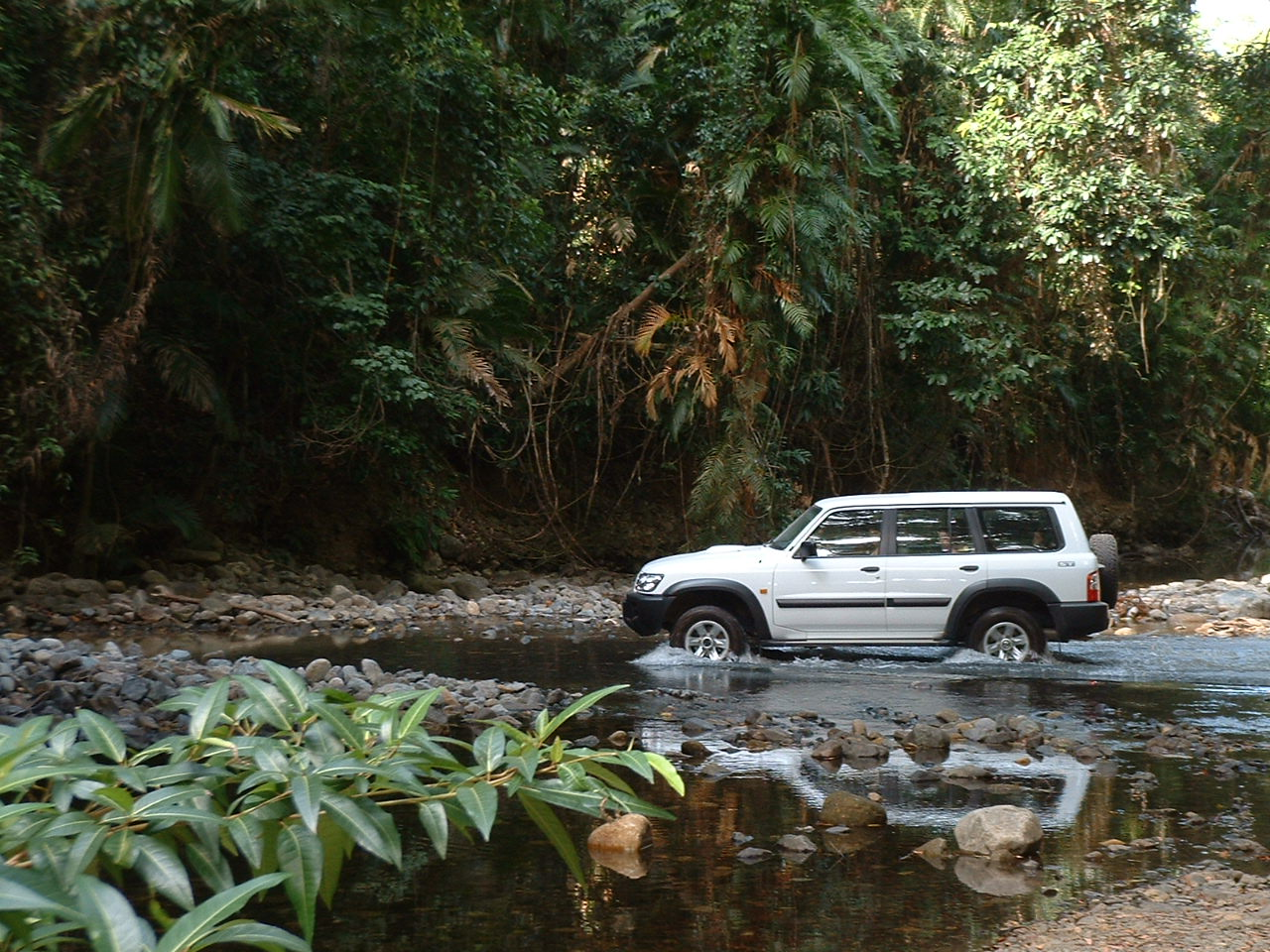
Sendero Bloomfield en la selva tropical de Daintree

La región cuenta con una gran industria turística y se considera un destino turístico de primer nivel en Australia. Casi un tercio de los visitantes internacionales que llegan al estado vienen a la región. Las atracciones incluyen la Gran Barrera de Coral, la selva tropical de Daintree y otras selvas tropicales de Queensland dentro del área patrimonial de los Trópicos Húmedos de Queensland, la meseta de Atherton, la isla Hinchinbrook y otras islas turísticas como la isla Dunk y la isla Green. Las principales atracciones en Cairns y sus alrededores incluyen el Acuario de Cairns, los Jardines Botánicos de Cairns, el Hotel Casino The Reef, el ferrocarril panorámico de Kuranda, las cataratas Barron y el teleférico Skyrail Rainforest Cableway. Las ciudades y localidades que atraen a un gran número de turistas incluyen Cape Tribulation, Port Douglas, Mission Beach y Cardwell.

## Demografía
La Oficina Australiana de Estadísticas estima que la población de la región era de 280.638 habitantes en 2010.  La región contiene el 25,6% de la población indígena del estado, o 28.909 personas, lo que representa el 11,8% de la población de la región.
Además de su gran comunidad indígena, también hay una gran cantidad de melanesios en el extremo norte de Queensland, debido a la proximidad de la región a Melanesia. La mayoría de ellos son de Papua Nueva Guinea o son isleños del Mar del Sur, que descienden de trabajadores que fueron capturados y traídos a Queensland desde Fiji, las Islas Salomón y Vanuatu. Cairns tiene la mayor población de papúes nueva guineanos fuera del propio país.

## Historia
El yalanji (también conocido como kuku yalanji, kuku yalaja, kuku yelandji y gugu yalanji) es una lengua aborigen australiana del extremo norte de Queensland. La región lingüística tradicional abarca desde el río Mossman, al sur, hasta el río Annan, al norte, y limita con el océano Pacífico, al este. Se extiende tierra adentro hasta el oeste del monte Mulgrave. Incluye los límites de los gobiernos locales de las comarcas de Douglas y Cook, así como de la comarca aborigen de Wujal Wujal, y las ciudades y localidades de Cooktown, Mossman, Daintree, Cape Tribulation y Wujal Wujal. Incluye la cabecera de los ríos Palmer y Bloomfield, así como las localidades de China Camp, Maytown y Palmerville.
El Kuku Yalanji (también conocido como Gugu Yalanji, Kuku Yalaja y Kuku Yelandji ) es una lengua aborigen australiana de las áreas de Mossman y Daintree en el norte de Queensland. La región lingüística incluye zonas dentro del área de gobierno local del condado de Douglas y el condado de Cook, particularmente las localidades de Mossman, Daintree, Bloomfield River, China Camp, Maytown, Palmer, Cape Tribulation y Wujal Wujal . 
El Warungu (también conocido como warrungu, warrongo y waroongoo.) es una lengua aborigen australiana en el norte de Queensland. La región lingüística incluye áreas desde el Alto Río Herbert hasta el Monte Garnet. 
El Yir Yiront (también conocido como yiront, jirjoront, yir-yiront y kokomindjan ) es una lengua aborigen australiana. Su región lingüística tradicional se encuentra en Western Cape York, dentro de las áreas de gobierno local del condado aborigen de Kowanyama y el condado de Cook, en las cuencas de los ríos Coleman y Mitchell. Tras el desplazamiento de los aborígenes de sus tierras tradicionales, también se habla en Pormpuraaw y Kowanyama . 
El Yidinji (también conocido como yidinj, yidiny e idindji ) es una lengua aborigen australiana del norte de Queensland. Su región lingüística tradicional se encuentra dentro de las áreas de gobierno local de la Región de Cairns y la Región de Tablelands, en localidades como Cairns, Gordonvale y en la parte sur de Atherton Tableland incluyendo Atherton y Kairi . 
Los primeros fósiles de ámbar de Australia se hallaron en el Far North Queensland. Los fósiles, con una antigüedad de cuatro millones de años, se hallaron en una playa de la península de Cabo York, pero probablemente fueron arrastrados por la corriente unos 200 km. En la década de 1860, Richard Daintree descubrió yacimientos de oro y cobre a lo largo de varios ríos, lo que atrajo a los primeros buscadores de oro a la zona.Muchas ciudades mineras han experimentado ciclos de auge y decadencia a medida que se agotaban las minas.
El desastre de la mina Mount Mulligan ocurrió el 19 de septiembre de 1921. Setenta y cinco trabajadores murieron, lo que lo convierte en el tercer peor accidente en la minería de carbón en Australia.

### Ciclones
La región sufrió el peor desastre marítimo de Queensland el 4 de marzo de 1899, cuando el ciclón Mahina destruyó los 100 barcos amarrados en la bahía Princess Charlotte. Toda la flota perlera del norte de Queensland estaba en la bahía en el momento del ciclón. Aproximadamente 100 aborígenes que ayudaban a los sobrevivientes y 307 hombres de la flota perlera se ahogaron. Su presión se midió en 914 hPa con una marejada registrada de 13 m, la más alta registrada jamás en Australia. El ciclón Mackay de 1918 azotó la costa de Queensland en enero de ese año, matando a 30 personas.
En marzo de 1997, el ciclón Justin provocó la muerte de siete personas. A principios de 2000, el ciclón Steve provocó importantes inundaciones entre Cairns y Mareeba. El ciclón Larry cruzó la costa de Queensland cerca de Innisfail en marzo de 2006. Se calcula que la tormenta causó daños por valor de 1.500 millones de dólares y dañó 10.000 viviendas. El 80 % de la cosecha de plátanos de Australia quedó destruida. El ciclón Mónica fue el más intenso registrado en términos de velocidad del viento a su paso por la costa australiana. Afectó al Territorio del Norte y al extremo norte de Queensland en abril de 2006. En enero de 2011, el ciclón Yasi pasó por Tully y causó daños por un valor estimado de 3600 millones de dólares, lo que lo convierte en el ciclón más costoso que ha azotado Australia.
En diciembre de 2023, el ciclón Jasper cruzó la costa del extremo norte de Queensland, al sur de Cooktown, como un ciclón de categoría dos. Luego se estancó en el sur de la península de York, lo que provocó precipitaciones récord a lo largo de la costa este que provocaron las inundaciones de Cairns en 2023 . Port Douglas recibió más de un metro de lluvia en pocos días. 

## Fauna

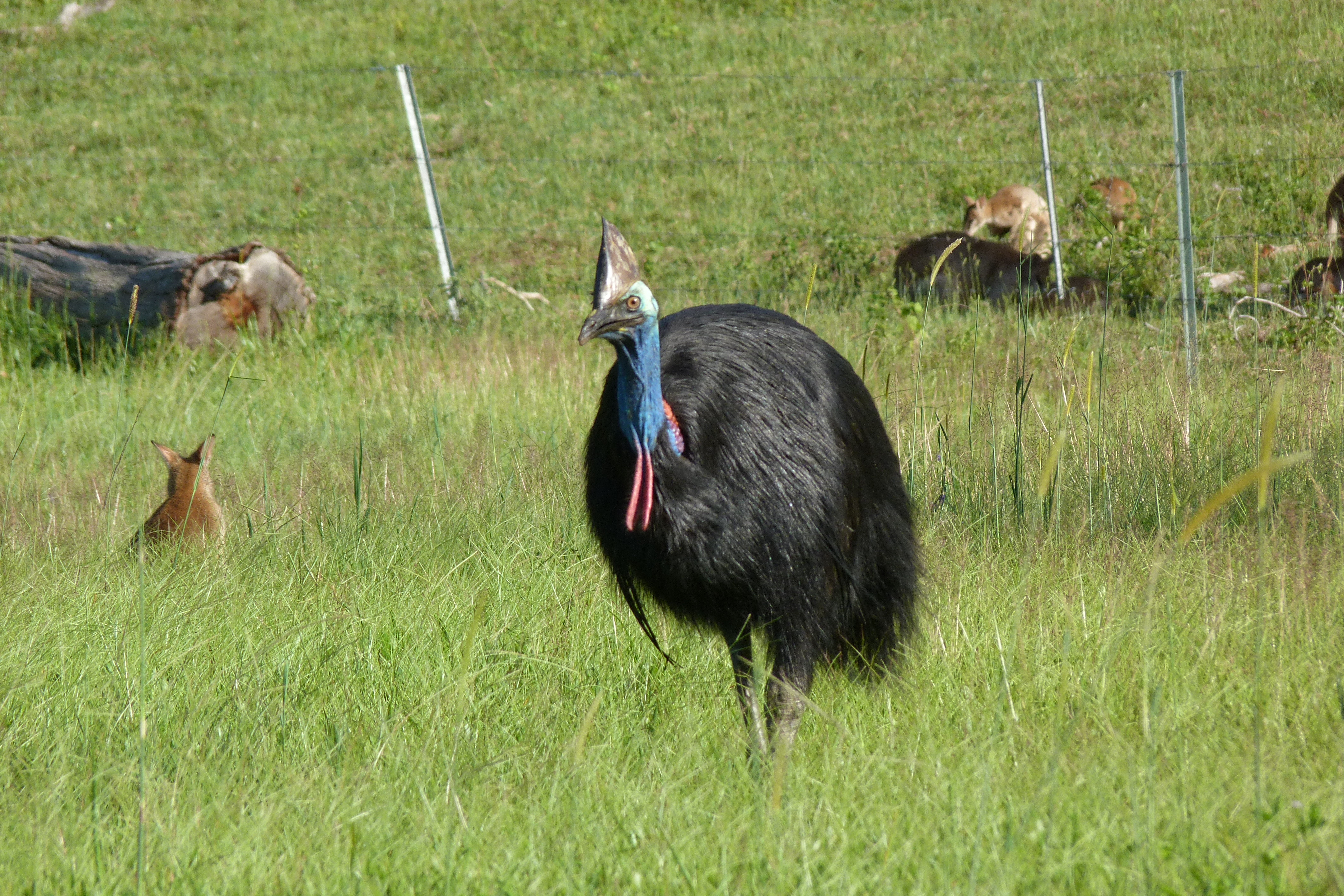
Un casuario del sur, South Mission Beach, 2011

La región tiene muchas especies animales nativas únicas, como el cocodrilo, el casuario meridional en peligro de extinción, el koala, la zarigüeya voladora, la pitón, el dragón de agua, el ualabí, el zorro volador, el canguro arbóreo, el ornitorrinco, el gecko de cola de hoja y el bandicut.  

## Norte tropical de Queensland
El extremo norte de Queensland tiene un clima tropical y, como tal, el nombre Tropical North Queensland también se utiliza como nombre de la región, principalmente debido a la industria del turismo. Turismo del Norte Tropical de Queensland (TTNQ) define su área desde Cardwell en el sur hasta el Estrecho de Torres en el norte y al oeste hasta la frontera de Queensland con el Territorio del Norte. Sin embargo, la frase Tropical North Queensland es ambigua y puede usarse para nombrar un área más amplia que incluya partes del norte de Queensland o incluso Mackay.  